# 祖利亚诺
祖利亚诺（義大利語：Zugliano），是意大利威尼托大区维琴察省的一个市镇。总面积13平方公里，人口6766人，人口密度520.5人/平方公里（2009年）。国家统计（ISTAT）代码为024122。